# Âme maternelle
Pour plus de détails, voir Fiche technique et Distribution.
Âme maternelle (Tâm hồn mẹ) est un film dramatique vietnamien réalisé par Pham Nhie Giang.

## Synopsis
Thu, une gamine de neuf ans, mène une vie dure en compagnie de sa mère Lan qui peine à joindre les deux bouts. Lorsque celle-ci tombe éperdument amoureuse d'un chauffeur de taxi marié, la petite Thu est de plus en plus négligée, ce qui la pousse à assumer ses instincts maternels auprès du jeune Dang, son meilleur ami, orphelin de mère. Les choses se compliquent lorsque Lan décide de partir avec son amant et de s'associer avec lui en affaires. Thu est déstabilisée par cette soudaine solitude, ce qui la pousse à voir la vie de façon différente.

## Fiche technique
- Titre original : Tâm hôn me
- Réalisation : Nhue Giang Pham
- Scénario : Nhue Giang Pham
- Images : Ly Thai Dzung
- Montage : Sylvie Gadmer
- Musique : Luong Minh
- Pays d'origine : Viêt Nam
- Format : Couleurs - 35mm
- Genre : Drame
- Durée : 93 min
- Date de sortie : 24 août 2012 (Canada)

## Distribution
- Hong Anh Pham : la mère
- Phung Ho Hai Lin : la fille
- Quoc Thai Truong Minh
- Nguyen Bach Tung Lam

## Distinctions
- Prix de la meilleure actrice Muhr AsiaAfrica au 8e Festival international du film de Dubaï (DIFF) le 14 décembre 2011 [1],[2]
- 17e Festival de film du Viêt Nam, Phu Yen, 15-17 décembre 2011 [1]
- Montréal, Festival des films du monde 2012, 24 août 2012